# 13.ª Avenida (Managua)
La 13.ª Avenida Suroeste, o la 13.ª Avenida Noroeste es una avenida de sentido norte y sur que atraviesa la ciudad de Managua, Nicaragua.

## Trazado
La 13.ª Avenida Suroeste inicia por el meridiano en la Calle 27 de Mayo, cerca del Antiguo Estadio Stanley Cayasso (hoy Estadio Nacional Dennis Martínez) en el Reparto El Carmen. Atraviesa la Calle Colón o Julio Buitrago y topa en el Plantel de Carreteras. Después reaparece en la Calle 15 de Septiembre y atraviesa la Dupla Norte, la Calle Real o El Triunfo, la 7.ª Calle Noroeste, hasta culminar en la 9.ª Calle Noroeste como la 13.ª Avenida Noroeste del barrio Cristo del Rosario.

## Barrios que atraviesa
La avenida inicia al meridiano en el Reparto El Carmen, atraviesa los predios de la antigua industria y Barrio Maldito para concluir en el Barrio Cristo del Rosario, al sententrion y orillas del lago Xolotlán.